# Ludovico Calini
Ludovico Calini (ur. 9 stycznia 1696 w Cazzago San Martino, zm. 9 grudnia 1782 w Brescii) – włoski kardynał.

## Życiorys
Urodził się 9 stycznia 1696 roku w Cazzago San Martino, jako syn Vincenza i Teodory Gonzagi Martinengo. Studiował na Papieskiej Akademii Kościelnej, gdzie uzyskał doktorat utroque iure. 17 grudnia 1718 roku przyjął święcenia kapłańskie. 11 września 1730 roku został wybrany biskupem Cremy, a dziesięć dni później przyjął sakrę. W czasie zarządzania diecezją zwołał synod, a także był zaangażowany w spór dotyczący prawa przyjmowania Eucharystii w czasie mszy, co wywołało kontrowersje w całym kraju. Z powodu konfliktu z wpływowym w Cremie rodem Griffani, Calini był zmuszony zrezygnować z biskupstwa w 1751 roku. Jednocześnie został mianowany łacińskim patriarchą Antiochii. Pomimo silnych tendencji antyjezuickich, Calini był znany z sympatii do tego zakonu, przez co był często atakowany przez jego przeciwników. 26 września 1766 roku został kreowany kardynałem prezbiterem i otrzymał kościół tytularny S. Anastasiae. W 1767 roku został prefektem Kongregacji ds. Odpustów i Świętych Relikwii. Brał udział w procesie beatyfikacyjnym Jana de Palafoxa y Mendozy i głosował przeciwko wyniesieniu go na ołtarze. Jego sprzeciw wywołał znacznie poruszenie, a był spowodowany wrogością Palafoxa y Mendozy względem jezuitów. Tuż przed przejściem na emeryturę w 1780 roku, spotkał się z Piusem VI i wnioskował u niego przywrócenie zakonu, zarzucając Klemensowi XIV szaleństwo. Calini Zmarł 9 grudnia 1782 roku w Brescii.